# Ein Rattendasein
Ein Rattendasein (bulgarisch Съдбата като плъх Sadbata kato plach, deutsch ‚Das Schicksal als Ratte‘) ist ein bulgarisches Filmdrama aus dem Jahr 2001 unter der Regie von Iwan Pawlow.

## Handlung
Irgendwo am Meer lebt eine Gruppe junger Menschen und führt ihr graues und paradoxes Leben in der Sorge um das tägliche Brot, der Suche nach etwas Liebe, etwas Wärme und einfachen Freuden. Bei einem Versuch, ein Felsmassiv zu sprengen, wird ein Mann getötet. Der Schuldige, Anton, sitzt im Gefängnis. Nach fünf Jahren hat sich nichts geändert – die Arbeiter, die bei der Tragödie dabei waren, sind wieder am selben Ort versammelt. Sie sprengen Steine für das Haus von Schana, ihrer gemeinsamen Freundin. Zu diesem Zweck lagern sie Dynamit in der Wohnung von Kiril, einem der beiden. Antons Rückkehr bringt kurzzeitig Bewegung in die Routine. Doch eine neue Sorge bedrückt die Menschen: Ihre illegalen Häuser sollen abgerissen werden, weil der Hafen erweitert werden soll. Die Arbeiter beschließen, den Hafen in die Luft zu sprengen, und begießen später den Vorfall in Kirils Haus. Die Polizei umstellt sie, schießt auf das Haus und sprengt das im Keller gesammelte Dynamit.

## Auszeichnungen
Er war der bulgarische Beitrag zur 74. Oscarverleihung für den Oscar für den besten fremdsprachigen Film, wurde aber schließlich nicht nominiert.
| Auszeichnung                         | Jahr | Kategorie     | Empfänger   | Resultat |
| ------------------------------------ | ---- | ------------- | ----------- | -------- |
| Shanghai International Film Festival | 2002 | Bester Film   | Iwan Pawlow | Gewonnen |
| Bulgarian Film Academy Awards        | 2003 | Best Director | Iwan Pawlow | Gewonnen |